# Estado Libre de Icaria
El Estado Libre de Icaria fue un estado libre griego formado el 18 de julio de 1912 tras la expulsión de una guarnición otomana de las islas de Icaria y Fourni Korseon, siendo esta revolución iniciada por el insurgente Georgios Spanos el día anterior tras matar a un turco, hecho que lo convirtió en un héroe. Dada la imposibilidad de su adhesión a Grecia, las islas fueron independientes durante poco más de cinco meses. Finalmente, se consiguió la adhesión: en noviembre de ese mismo año, las islas se unieron al Reino de Grecia.
Ioannis Malachías fue el único presidente del efímero estado de Icaria. Las islas contaban con su propio himno, sus sellos y su ejército. Durante la independencia, hubo una gran escasez de alimentos y muchas hambrunas, así como deficiencias en el transporte público y en el correo. Además, corría el riesgo de convertirse en una posesión italiana como muchas otras islas del Egeo.

## Himno
Από το δώμα του Πλάστη σταλμένη

η Θεά η γλυκιά, κατεβαίνει

με ρομφαία στο ένα της χέρι

και στο άλλο αναμμένο δαδί,

τη χαρά και το φώς για να φέρει

στο μικρό αλλά ανδρείο νησί. 

Και τα σίδερα σκίζει, σκορπάει

καίει τα ράκη, μακριά τα πετάει

που από χρόνια το είχαν ζωσμένο

το νησάκι τ' ωραίο σφικτά,

γιατί ήταν το μαύρο δεμένο

στην πικρή του βαρβάρου σκλαβιά.

Και κινώντας το κάτασπρο χέρι

με το πύρινο πού 'χε μαχαίρι

με ολόχρυσα γράφει ψηφία

στου μαρμάρου την πλάκα βαθειά:

"Είσαι αθάνατη, ναι, Ικαρία

και στεφάνια σου πρέπουν πολλά"
Letra: Francisco Karrer, música: Konstantinos Psachos